# 968 Petunia
Petunia (asteroide 968) é um asteroide da cintura principal com um diâmetro de 27,77 quilómetros, a 2,4818844 UA. Possui uma excentricidade de 0,1349555 e um período orbital de 1 775,04 dias (4,86 anos).
Petunia tem uma velocidade orbital média de 17,58414262 km/s e uma inclinação de 11,59647º.
Esse asteroide foi descoberto em 24 de Novembro de 1921 por Karl Reinmuth.